# Shahumyan
Shahumyan là một đô thị thuộc tỉnh Ararat, Armenia. Dân số ước tính năm 2011 là 4449 người.